# Fertigungsorganisation
Als Fertigungsorganisation wird die Ablauforganisation der Organisationstypen der Fertigung im Produktionsprozess bezeichnet.

## Allgemeines
Die Fertigungsorganisation ist die räumliche Zusammenfassung und die an der Kapazität orientierte Abstimmung der Betriebsmittel untereinander.

## Überblick
Der Zusammenhang zwischen der Fertigungsart für bestimmte Produktgruppen und der Fertigungsorganisation erschließt sich aus folgender Übersicht:
| Fertigungstyp                    | Produkte Produktgruppen                | Fertigungsorganisation                           |
| -------------------------------- | -------------------------------------- | ------------------------------------------------ |
| Einzelfertigung                  | Produktion nach Kundenauftrag          | Baustellenfertigung                              |
| Einzel- und Kleinserienfertigung | Bauteile, Ersatzteile                  | Produkte mit Produktvarianten nach Kundenauftrag |
| Serienfertigung                  | Standardprodukte mit Produktvarianten  | Werkstatt- und Gruppenfertigung                  |
| Massenfertigung                  | Standardprodukte ohne Produktvarianten | Fließbandfertigung                               |

Die Gruppenfertigung ist eine Kombination der Fließbandfertigung und Werkstattfertigung.

## REFA
Die Fertigungsorganisation ist nach REFA organisatorisch eine Zusammenfassung der Bereiche:
- Datenermittlung und Arbeitssystemgestaltung aus dem Arbeitsstudium,
- Kapazitäten-, Material-, Informations- und Ablaufplanung aus der Fertigungsplanung sowie
- Veranlassen, Überwachen und Sichern der Programm- und Auftragsdurchführung in der Fertigungssteuerung.

## Wirtschaftliche Aspekte
Unternehmensziele der Fertigungsorganisation sind Wirtschaftlichkeit und humane Arbeitsbedingungen. Die neoklassische Produktionstheorie hat die Zusammenhänge zwischen Fertigungsorganisation und Produktionsfunktion verdeckt durch die Annahme, die Produktionsfunktion sei definiert als die Beziehung zwischen Faktoreinsatz und technisch maximaler Ausbringungsmenge. Dies setzt insbesondere voraus, dass keine Verschwendung von Faktormengen (Fehlproduktion) erfolgt. Diese technische Maximierungsbedingung ist allerdings ein ökonomisches Problem und praktisch ein Problem der Fertigungsorganisation.